# حقیقت چقدر آسیب‌پذیر است
«حقیقت چقدر آسیب‌پذیر است» نامی است که سخنرانی احمد شاملو در هشتمین کنفرانس مرکز پژوهش و تحلیل مسائل ایران، در ۱۸ فروردینِ ۱۳۶۹ در دانشگاه کالیفرنیا، برکلی به آن شناخته می‌شود.

## موضوع
شاملو از تاریخ و فریبِ ستمگران دوران‌ها می‌گوید و فردوسی را به‌عنوان شاعری در خدمت ستم نکوهش می‌کند.

## متن
متن سخنان شاملو همان سال در کتابی به نام نگرانی‌های من (۱۹۹۰ میلادی) در آمریکا منتشر شد.

## نقد و نظر
صاحب‌نظران فراوانی، از جمله عباس زریاب خویی و مهدی اخوان ثالث و عطاالله مهاجرانی و فریدون مشیری و محمّدرضا باطنی و رضا براهنی و محمّدعلی اسلامی ندوشن و جلال خالقی مطلق و بهرام بیضایی و محمود امیدسالار، دربارهٔ این سخنرانی شاملو سخن گفته‌اند.